# Boltă (arhitectură)

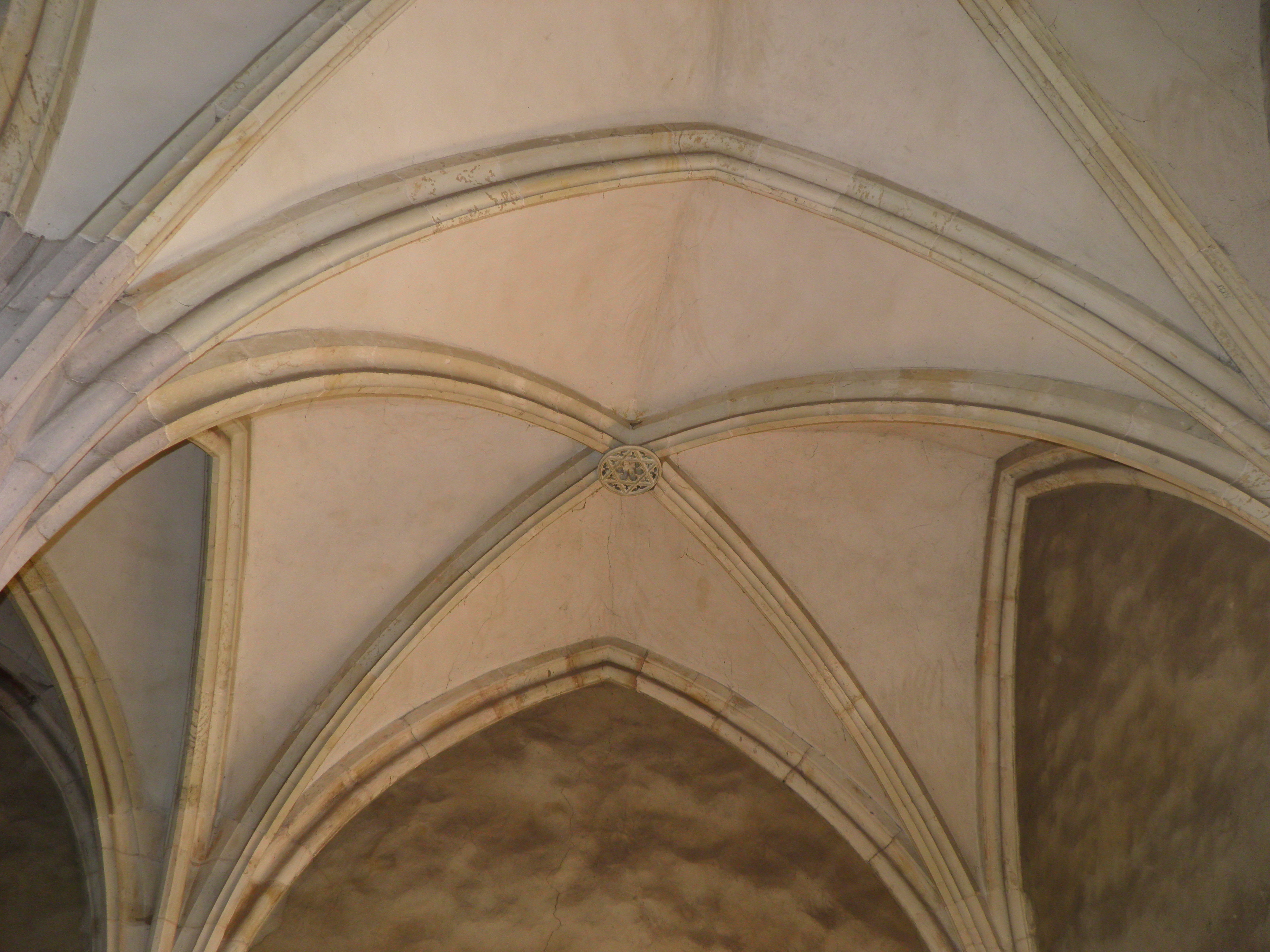
Detaliu Sala cavalerilor din Castelul Hunedoarei

În arhitectură, termenul boltă reprezintă un element de construcție destinat să suporte sarcini și a cărui suprafață interioară (intrados) este concavă.
Are rolul de a transmite sarcinile și greutatea proprie fie unor puncte de sprijin laterale izolate (coloane, stâlpi), fie unui zid continuu.
Bolta se realizează din piatră, cărămidă, beton sau beton armat.

## Clasificare
După forma intradosului, bolta poate fi:
- simplă: cu intradosul format dintr-o suprafață curbă unitară (de exemplu: cilindrică, conică etc.);
- compusă: cu intradosul format din două sau mai multe bolți simple (exemple: boltă în cruce, boltă mănăstirească, boltă moldovenească, boltă cu nervuri, boltă ogivală sau gotică etc.).

După felul legăturilor, se deosebesc:
- boltă cu două articulații: câte una la fiecare naștere;
- boltă cu trei articulații: două la nașteri și una la cheie;
- bolte încastrate la nașteri sau dublu încastrate.

După modul de alcătuire a secțiunii, se deosebesc:
- bolți masive;
- bolți cu casete;
- bolți cu goluri.